# روبرتو تلچ
روبرتو تلچ (انگلیسی: Roberto Telch; ۶ نوامبر ۱۹۴۳ – ۱۲ اکتبر ۲۰۱۴) بازیکن فوتبال اهل آرژانتین بود.
از باشگاه‌هایی که در آن بازی کرده‌است می‌توان به باشگاه ورزشی سن لورنسو آلماگرو اشاره کرد.
وی همچنین در تیم ملی فوتبال آرژانتین بازی کرده‌است.